# Доња Коретица
Доња Коретица (алб. Korroticë e Poshtme) је насеље у општини Глоговац, Косово и Метохија, Република Србија.

## Становништво
| Демографија | Демографија | Демографија |
| Година      | Становника  | Становника  |
| ----------- | ----------- | ----------- |
| 1948.       | 300         |             |
| 1953.       | 289         |             |
| 1961.       | 355         |             |
| 1971.       | 465         |             |
| 1981.       | 644         |             |
| 1991.       | 808         |             |